# Platygastoides mirabilis
Platygastoides mirabilis är en stekelart som beskrevs av Alan Parkhurst Dodd 1913. Platygastoides mirabilis ingår i släktet Platygastoides och familjen gallmyggesteklar. Inga underarter finns listade i Catalogue of Life.